# Тюнтюгур (Железнодорожный сельский округ)
Тюнтюгур (каз. Тімтуір) — упразднённое село в Карасуском районе Костанайской области Казахстана. Ликвидировано в 2009 году. Входило в состав Железнодорожного сельского округа.

## Население
В 1999 году население села составляло 33 человека (17 мужчин и 16 женщин). По данным переписи 2009 года в селе проживали двое мужчин.